# WindEurope
WindEurope, anteriormente Asociación Europea de Energía Eólica (EWEA), es una asociación con sede en Bruselas que promueve el uso de la energía eólica en Europa. Tiene más de 600 miembros, activos en más de 50 países, incluidos fabricantes con una participación líder en el mercado mundial de energía eólica, proveedores de componentes, institutos de investigación, asociaciones nacionales de energía eólica y renovables, desarrolladores, contratistas, proveedores de electricidad, compañías financieras, compañías de seguros y consultores.